# Chiesa di San Lanfranco
La chiesa di San Lanfranco è una basilica di Pavia la cui costruzione risale alla fine del secolo XII. È parte di un complesso monastico romanico costituito dalla chiesa con pianta a croce latina, ciò che rimane di due chiostri quattrocenteschi, una parte ad uso agricolo, un piccolo cimitero oggi dismesso e svuotato dalle sepolture e un campanile a pianta rettangolare staccato dalla chiesa. Il complesso sorge su una piccola lanca sulla riva sinistra del fiume Ticino, a pochi chilometri dal centro di Pavia.

## Storia
Nelle vicinanze del luogo in cui si trova la chiesa di San Lanfranco, sorgeva una chiesa dedicata al Santo Sepolcro, fondata nel 1090.
Una nuova chiesa del Santo Sepolcro fu eretta intorno al secondo decennio del XII secolo, come ricordato negli scritti di Bernardo da Pavia, esso sorgeva in un'area prossima al Ticino, circondata da boschi, detta Valvernasca. La sua costruzione fu opera dei Vallombrosani, una comunità di monaci benedettini fondata fra il 1012 e il 1015 da Giovanni Gualberto della famiglia fiorentina dei Visdomini. Era parte della tradizione e dello spirito vallombrosano scegliere luoghi isolati ma vicini a importanti centri, per favorire la meditazione e, allo stesso tempo, la predicazione. La chiesa fu collocata dunque fuori città, ma lungo il corso di una via percorsa da viandanti e pellegrini i quali potevano trovare ospitalità presso l'hospitium del monastero. 

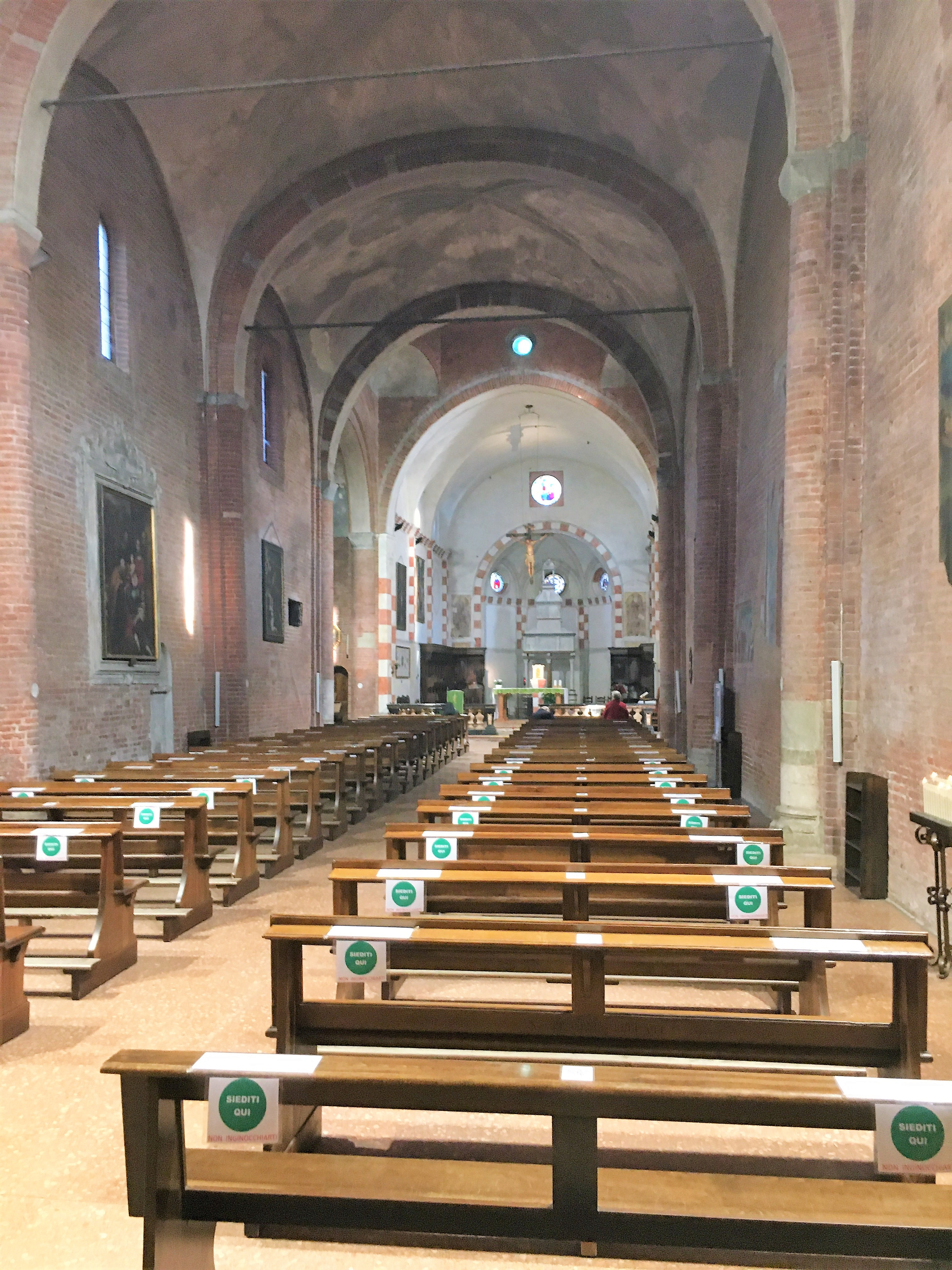
L'interno a navata unica.

Sono scarse le notizie relative ai primi anni di vita del monastero, la cui esistenza è documentata dal 1123. Il periodo più significativo coincise con gli anni in cui Lanfranco Beccari (nato nel 1124 e morto nel 1198) fu vescovo di Pavia. Lanfranco, consacrato vescovo di Pavia da papa Alessandro III nel 1180, fu spesso ospite del monastero. Durante la sua vita Lanfranco lottò contro le autorità civili locali che volevano appropriarsi di alcuni beni ecclesiastici. Per questo motivo fu costretto a lasciare Pavia e a recarsi a Roma per trovare conforto e sostegno nel papa. Lanfranco decise di trascorrere gli ultimi anni della sua vita nel monastero e qui fu sepolto, in fama di santità. Dopo la sua morte, avvenuta il 23 giugno 1198, la chiesa gli fu dedicata.
Nel 1236 la chiesa fu consacrata dal vescovo di Pavia, Rodobaldo Cipolla, morto nel 1254 e poi dichiarato santo. Le sue reliquie sono conservate nella cattedrale di Pavia. Il 1237 fu eretto il campanile. Nel 1257 fu ultimata la facciata. Nei secoli XII e XIII le proprietà del monastero erano concentrate, prevalentemente, a San Marzano, presso Castel San Giovanni.
Nel 1356 Galeazzo II Visconti fece sistemare le sue truppe nel monastero di san Lanfranco per assediare Pavia e qui fece erigere una bastita, poi presa dai pavesi, collegata, tramite un ponte sul Ticino, a un'analoga fortificazione posta lungo il canale Gravellone. 
Nel corso del 1476 su commissione dell'abate Luca Zanachi da Parma, venne ricostruito il chiostro piccolo grazie all'architetto Giovanni Antonio Amadeo. Nel 1480 l'abate Zanachi mori in circostanze misteriose.
Tra la fine del 1400 e l'inizio del 1500 molti monasteri pavesi dovettero accettare il regime della commenda, secondo il quale il governo effettivo del monastero è separato dalla sua titolarità, Questo regime diede un forte impulso alla vita del monastero. Il marchese Pietro Pallavicini de' Scipione, abate commendatario, allontanò i monaci corrotti e ristrutturò il monastero a uso dei confratelli rimasti e fece costruire un secondo cortile a est del primo. Promosse poi il finanziamento per la costruzione dell'arca di San Lanfranco e la ricostruzione del presbiterio in forme rinascimentali (finito nel 1509 circa), per dare una giusta collocazione all'arca stessa.
Nell'ottobre 1524, Francesco I re di Francia, all'atto di porre sotto assedio gli imperiali dell'imperatore Carlo V asserragliati in Pavia, scelse di sistemare il suo quartier generale nel monastero. Durante la Battaglia di Pavia il monastero fu teatro di scontri e dovette subire i danni di un incendio.
Nel 1576 il monastero, di cui commendatario era il cardinale Albani, fu oggetto della visita apostolica del bolognese monsignor Angelo Peruzzi, su incarico del vescovo Ippolito De' Rossi. Nel verbale della visita la chiesa risulta essere in buone condizioni.
Durante il Seicento furono eseguiti lavori di manutenzione, in particolare fu demolita l'ala meridionale del complesso, per problemi di infiltrazione delle acque del Ticino. Le campate vennero invece dotate di finestre barocche, in sostituzione di monofore romaniche.  Nel Settecento si aprì una lite tra i Vallombrosani e l'allora commendatario cardinale Zondadari per definire i rispettivi oneri circa la ristrutturazione del complesso. Nel 1782 il procuratore e subeconomo Luigi Poggi fece demolire tre lati del chiostro piccolo. Nello stesso venne soppresso il monastero, i cui beni passarono alla Confraternita dell'Ospedale San Matteo.

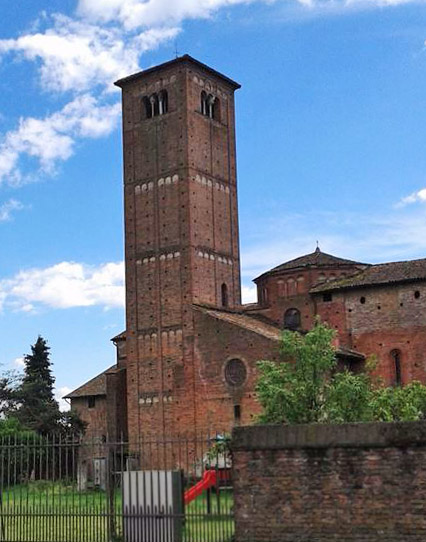
Campanile della chiesa di San Lanfranco

Nel settembre 1783 fu istituita la Parrocchia. Nel 1807 il clero della parrocchia era formato da un solo sacerdote, aumentato a un sacerdote e un coadiutore nel 1845, mentre la popolazione della parrocchia contava 1.500 persone nel 1807 e salì a 1.651 unità nel 1877. Dalla visita pastorale compiuta dal vescovo Agostino Gaetano Riboldi nel 1898 siamo informati che a San Lanfranco erano attive le confraternite del Santissimo Sacramento, del Santissimo Rosario, la pia unione delle Figlie di Maria, la compagnia di San Luigi Gonzaga, la pia unione della Sacra Famiglia, la congregazione del Terz'Ordine di San Francesco d'Assisi.
Nel 1926, l'intero complesso fu sottoposto a una campagna di restauro.

## Descrizione

### Architettura
La facciata è a capanna, tripartita e stretta ai lati da due voluminosi contrafforti. Nella parte mediana vi sono delle aperture circolari, al centro il portale riquadrato in pietra. Il fronte è sormontato da una loggetta cieca, tipica del romanico pavese. La parte superiore è decorata da bacini ceramici (esempi di maiolica arcaica pavese). 
Il campanile che risale al 1237 è più vicino al romanico lombardo: la struttura è slanciata ed è inquadrata da lesene angolari. Su ogni lato sono riportate cinque specchiature con una fila di sei archetti semplici. Sulla sommità la cella campanaria inquadrata entro una trifora. Sotto la fascia di archetti l'intonaco bianco contrasta con il rosso del cotto. Sono presenti poi dei bacini maiolici, presenti anche sulla facciata, a testimonianza dei rapporti col vicino oriente.
L'interno della chiesa è a croce latina. La navata unica è scandita da sottili pilastri e coperta da volte a crociera. Il tiburio è sormontato da una cupola ottagonale. Il presbiterio, con una piccola abside poligonale, risale agli interventi della fine del 400.
Il coro ligneo in noce intagliato, realizzato tra la seconda metà del XV secolo e i primissimi anni del successivo, porta lo stemma (abraso) e il nome "Luca" (nome dell'abate Luca Zanachi). Il coro, collocato lungo le pareti laterali del presbiterio, è formato da due corpi di nove stalli ciascuno, separati da transenne traforate, con sedili a pozzetto e schienali a fondo liscio superiormente incorniciati da un motivo lobato.

### L'arca di San Lanfranco

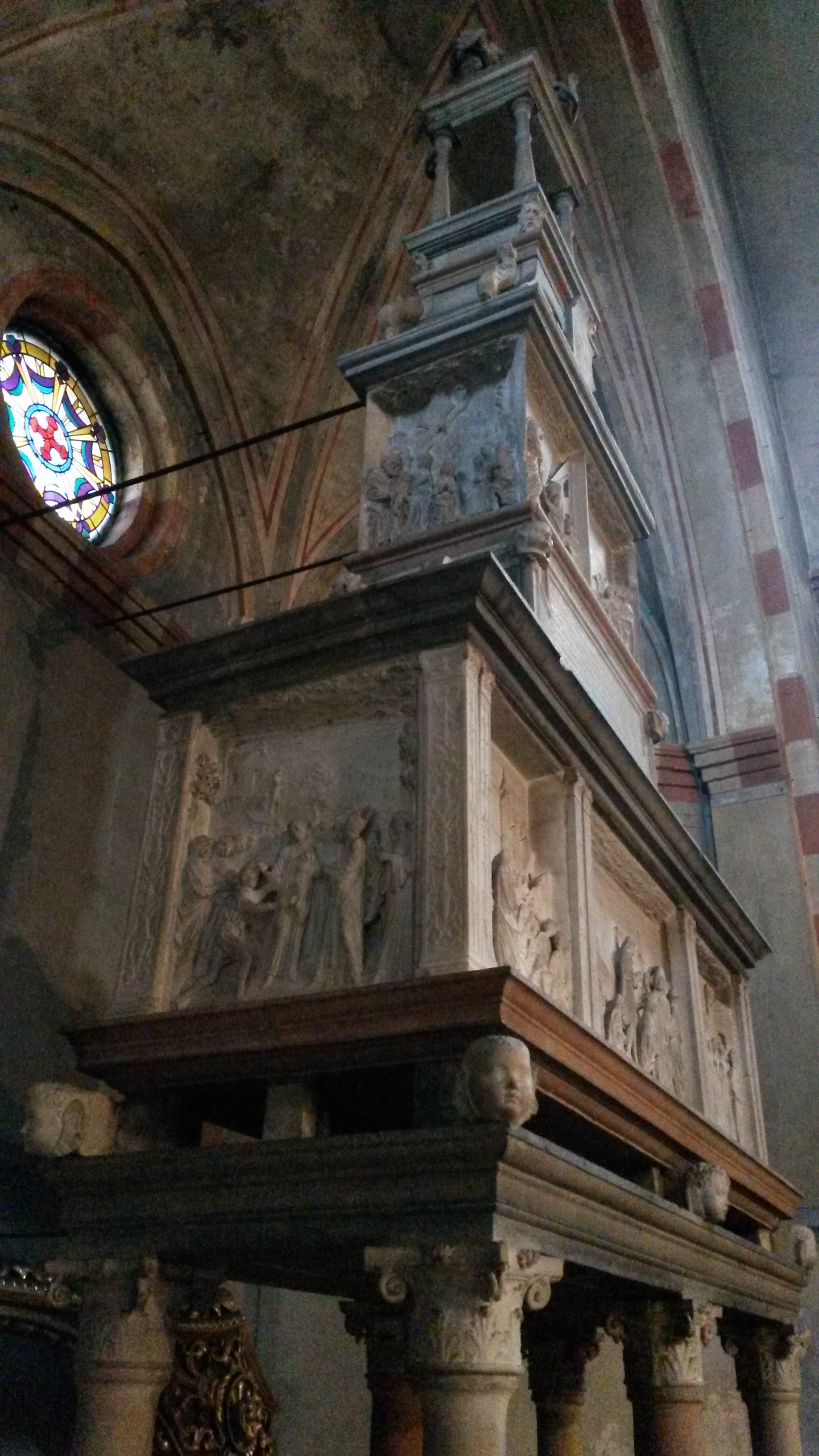
Arca di San Lanfranco

Nella chiesa si conserva un'arca marmorea sepolcrale che ospita il corpo di san Lanfranco Beccari. Essa è opera di Giovanni Antonio Amadeo, il grande scultore e architetto italiano che a Pavia lavorò sia per la Certosa che per il duomo insieme a Bramante. La realizzazione dell'arca risale al 1489 e avvenne su commissione dell'abate Pietro Pallavicini de' Scipione. 
Il sarcofago è diviso in riquadri con raffigurazioni della vita del Santo:
- A sinistra Lanfranco risana un giovane muto.
- Sulla parte frontale: Nell'Atrio di San Siro riceve i consoli (si vedono le due cattedrali e la statua del Regisole); Al ritorno dall'esilio è accolto dai nuovi consoli (il personaggio a destra, seminascosto da una figura di spalle, avrebbe le sembianze dell'Amadeo); Prega la Vergine nel suo ritiro presso i monaci vallombrosani.
- A destra: La giovane Gelasia condannata con la falsa accusa di aver avvelenato il fratello esce salva dal rogo.
- Nella parte posteriore: Guarigione del giureconsulto pavese Pietro Negri; Giovanni Brunelli assalito dai briganti e legato nella boscaglia riesce a slegarsi con l'aiuto del Santo; Alberto da Novara, malfattore pentito, è salvato dall'impiccagione.

Il registro soprastante propone altre formelle a rilievo con scene della vita di Cristo: L'Annunciazione, La visitazione, La natività, La presentazione al tempio, Gesù che sana gli infermi, La Crocefissione.

### L'affresco dell'uccisione di Tommaso Becket
Nella navata centrale, alla metà del lato destro, particolarmente interessante è un affresco, purtroppo solo parziale, dipinto tra il 1173 e il 1198, che raffigura l'assassinio dell'arcivescovo cattolico di Canterbury San Tommaso Becket avvenuto il 29 dicembre 1170 nella cattedrale di Canterbury per mano di alcuni sicari inviati dal re Enrico II d'Inghilterra . Il re decise di commissionare l'omicidio in quanto Becket, molto amato dal popolo e un tempo suo consigliere particolare, aveva iniziato a rimproverargli la vita dissoluta e violenta e le scelte divorziste. La vicenda è poi divenuta oggetto dell'opera teatrale "Assassinio nella Cattedrale" di Thomas Stearns Eliot. Nell'affresco sono visibili tre cavalieri muniti di spada nell'atto di uccidere l'arcivescovo. Molti sono gli affreschi o le raffigurazioni coeve in Europa che ritraggono la medesima scena: nella chiesa di San Pietro in vincoli a South Newington nello Oxfordshire, nella Chiesa dei S.S. Giovanni e Paolo a Spoleto, nelle vetrate della cattedrale di Canterbury, così come in un reliquario francese risalente al 1200.
Con l'affresco si è voluto creare un parallelo tra le vicende di Becket e quelle del vescovo pavese Lanfranco Beccari: come Becket si era opposto al re Enrico d'Inghilterra che limitava la libertà del clero inglese, opposizione che lo spinse a Roma a chiedere aiuto al Papa e che, alla fine, pagò con la vita. Allo stesso modo Lanfranco, pochi decenni dopo, si pose in forte contrasto con le autorità pavesi e fu costretto a chiedere aiuto al Papa; non fu ucciso ma si ritirò nel monastero conducendo una vita solitaria.
Accanto all'affresco di Becket, alla sinistra, è ripetuta la figura dello stesso arcivescovo Lanfranco, con casula rossa e pallio, mitria e pastorale, in gesto benedicente con pollice anulare e mignolo uniti alla greca.

### Altri affreschi
Gli affreschi interni alla chiesa risalgono ad epoche differenti (XIII e XV secolo). 
Sulla parete destra alcuni affreschi votivi dei primi anni del Duecento si collegano al luogo di sepoltura di S.Lanfranco: Gesù in trono supplicato dalla Vergine e dal vescovo Lanfranco Beccari e la figura di San Tommaso benedicente. Nel transetto destro, all'interno di una ricca cornice barocca in stucco, si conserva un affresco risalente alla metà del Quattrocento con la Madonna col Bambino, l'Eterno Padre, un santo abate con il monaco committente e un santo monaco recentemente attribuita a Franceschino Zavattari.

## Il chiostrino e il chiostro maggiore
A destra della chiesa si trova il chiostro piccolo fatto realizzare, come inciso nelle mensole in cotto,  nel 1467 dall’abate Luca Zanachi. La struttura originariamente era a pianta quadrata (di cui rimane solo un lato porticato, dato che gli altri furono distrutti nel 1784) con cinque arcate, arricchite da figure di putti in terracotta, per ogni lato, poggianti su colonnine binate in marmo rosso di Verona. Un tempo le celle dei monaci si affacciavano sul chiostro. Il chiostrino è collegato con il chiostro maggiore (di cui si conservano tre lati) d’impronta bramantesca e progettato, forse dall’Amadeo, su commissione di Pietro Pallavicini dopo il 1480.Il chiostro, dotato di volte a crociera, è sorretto da colonne in granito, mentre la decorazione in cotto ricopre i profili degli archi e i clipei, all’interno dei quali, come in altri chiostri pavesi della seconda metà del Quattrocento, quali quello di San Felice o di Santa Maria Teodote, sono dipinte figure di santi.

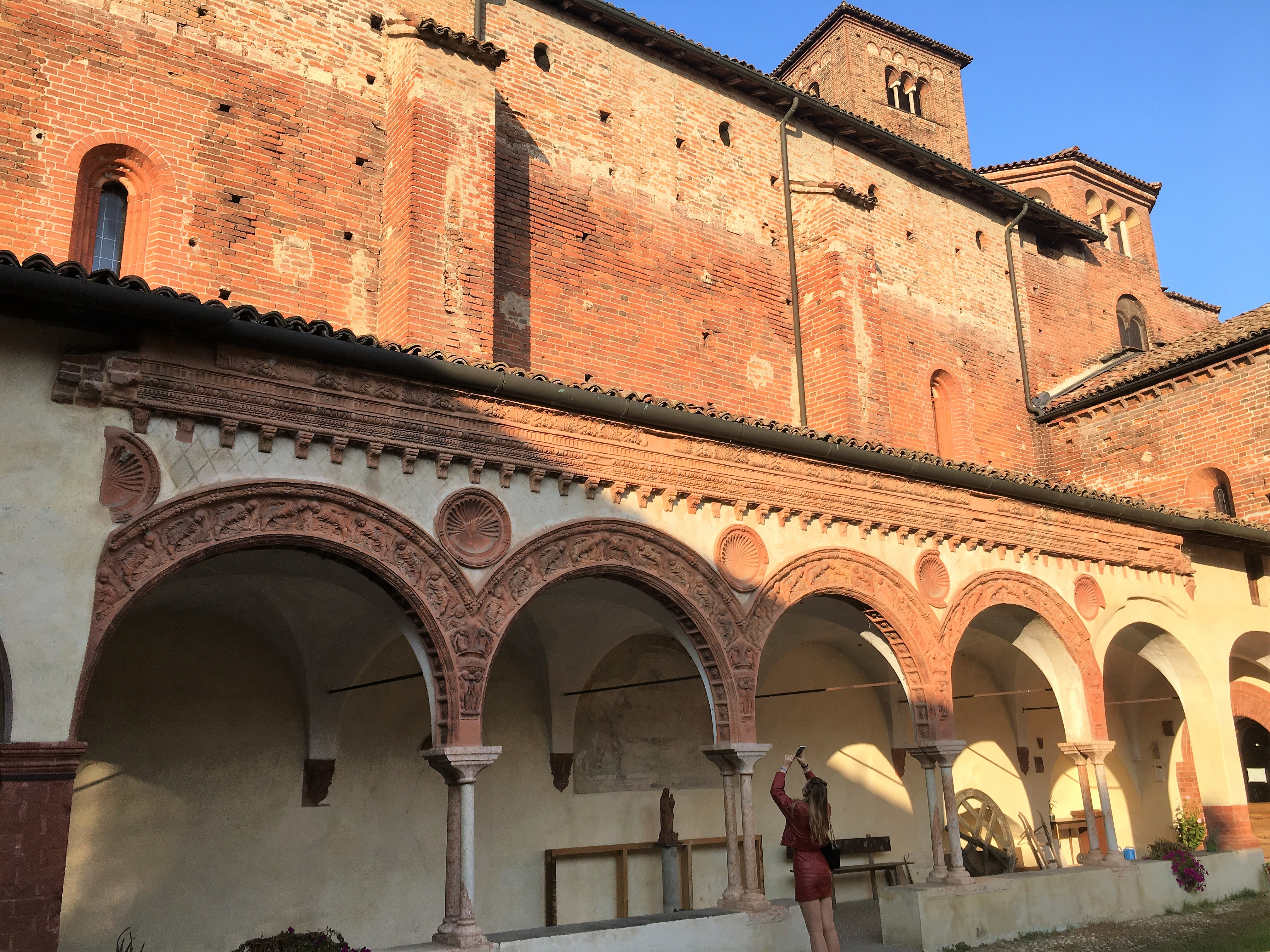
Il chiostrino.
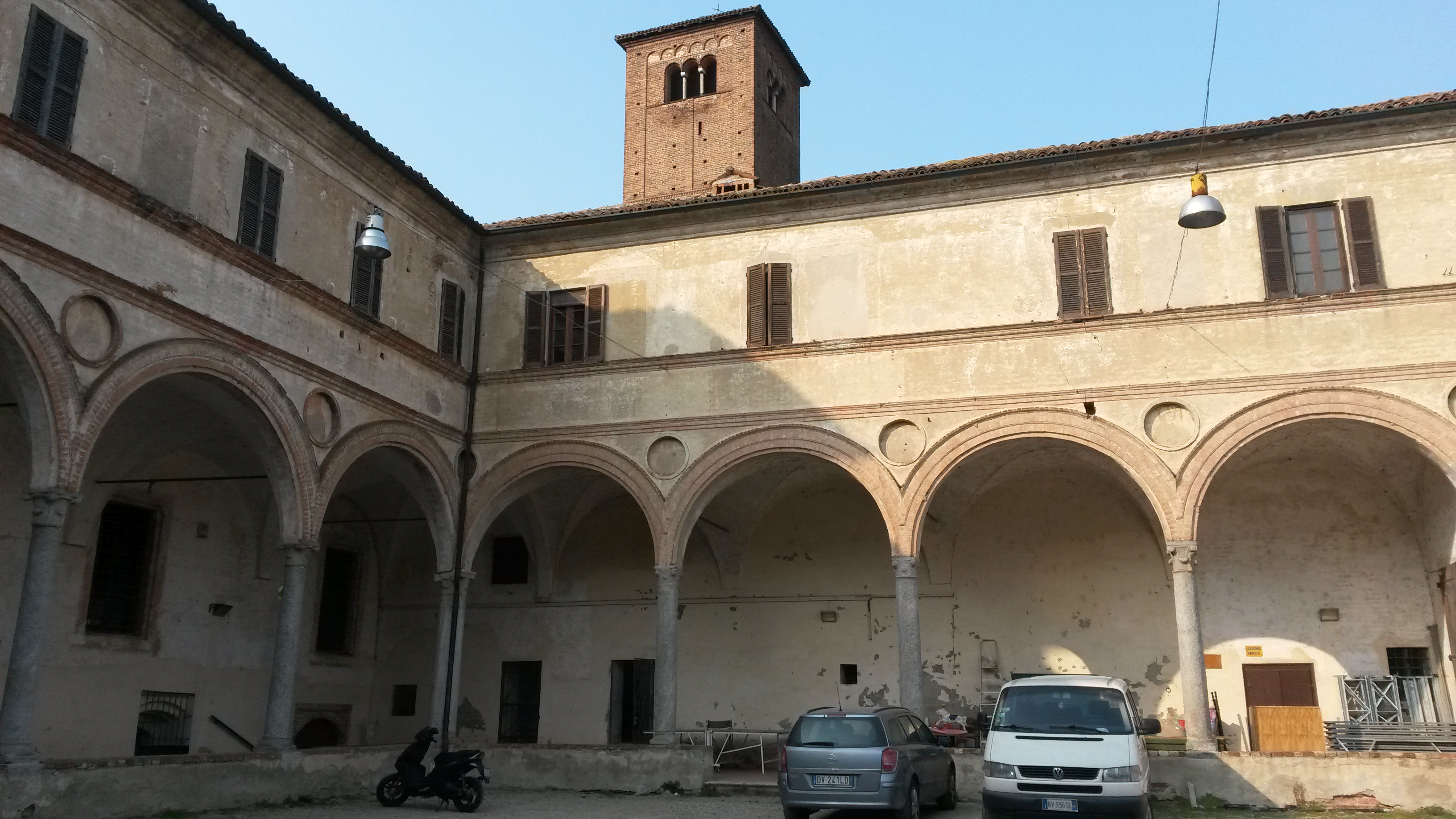
Il chiostro maggiore.
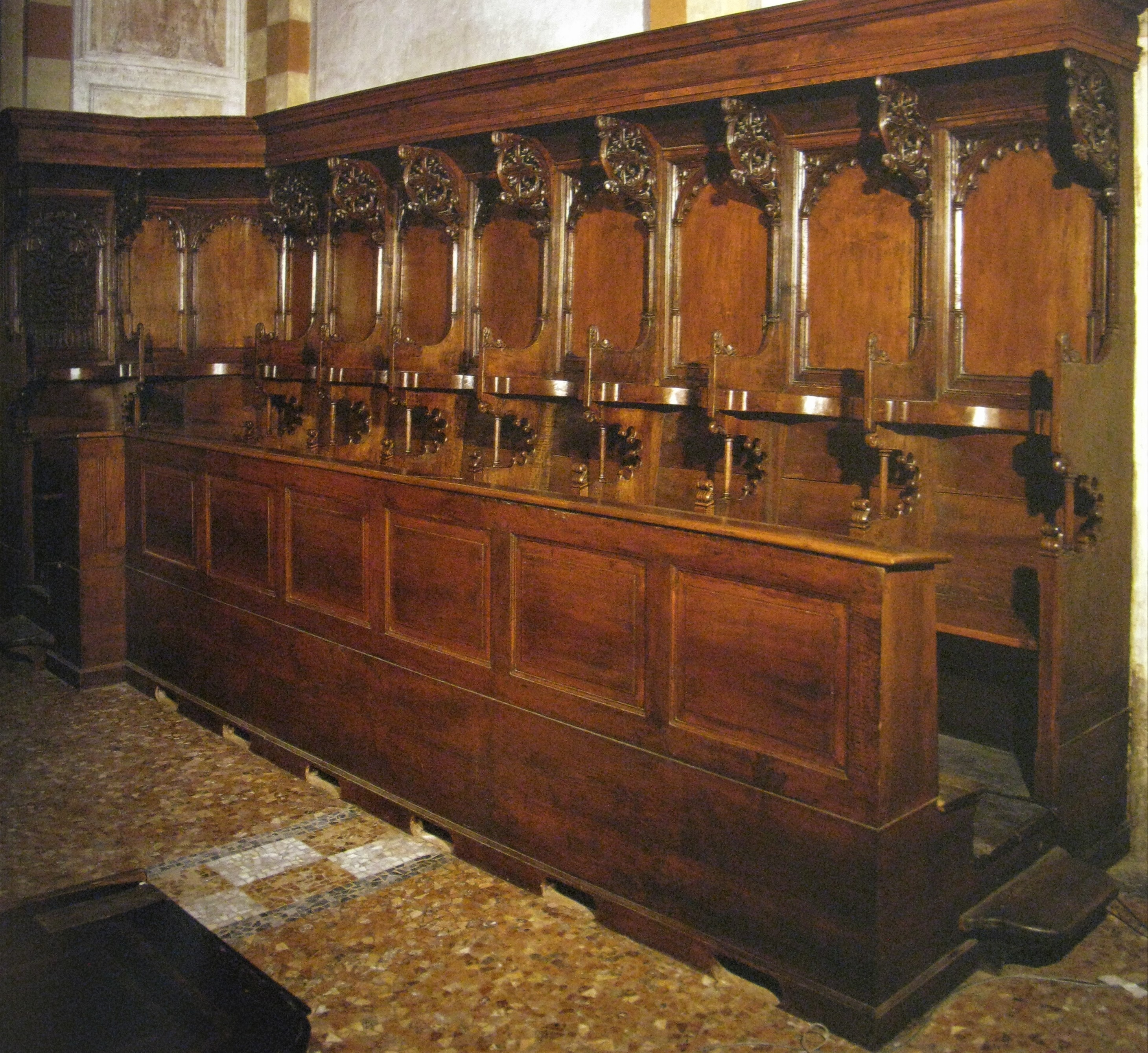
Il coro (fine XV secolo- primissimi anni del XVI secolo).
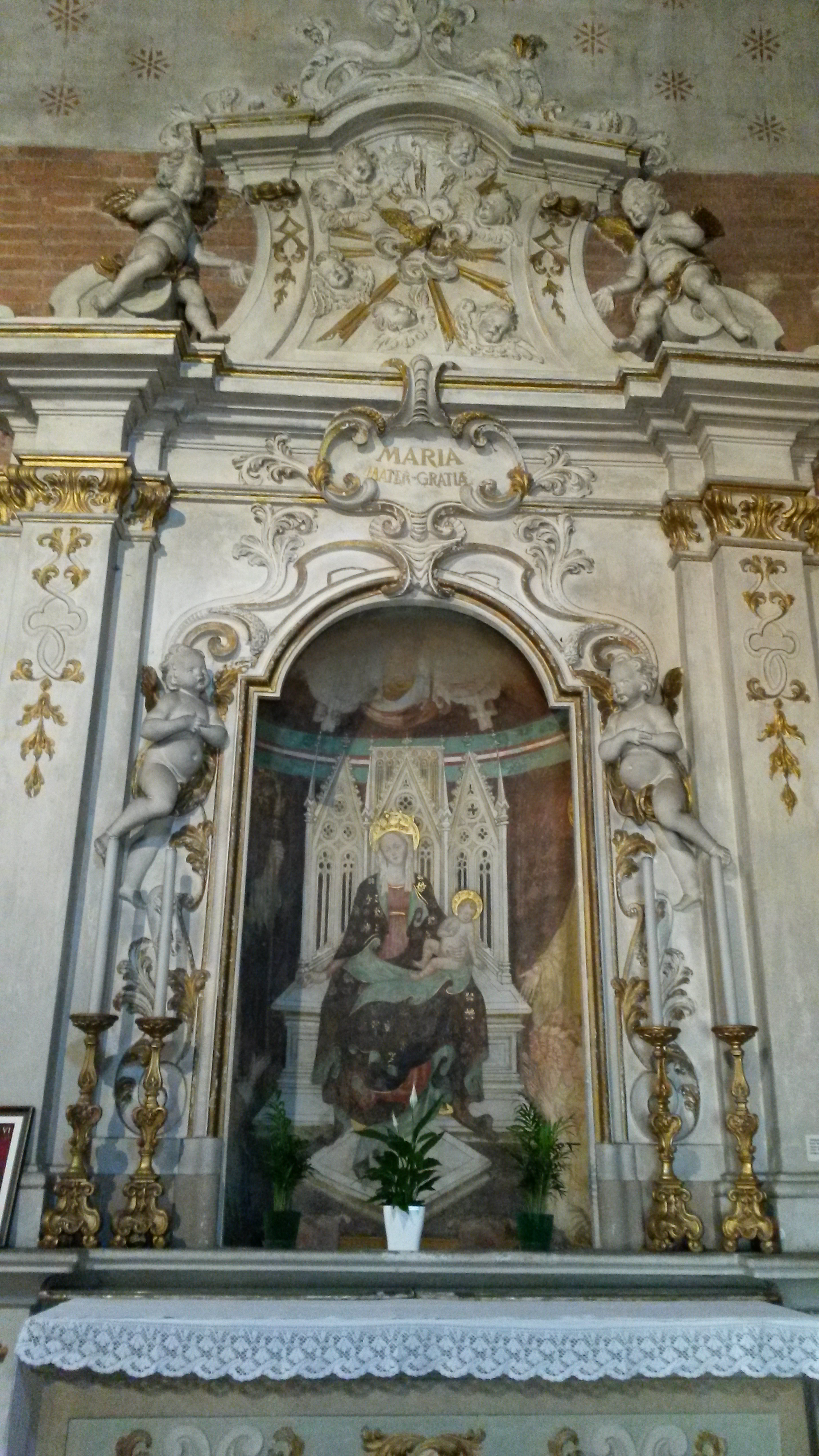
Franceschino Zavattari, Madonna col Bambino (metà XV secolo).
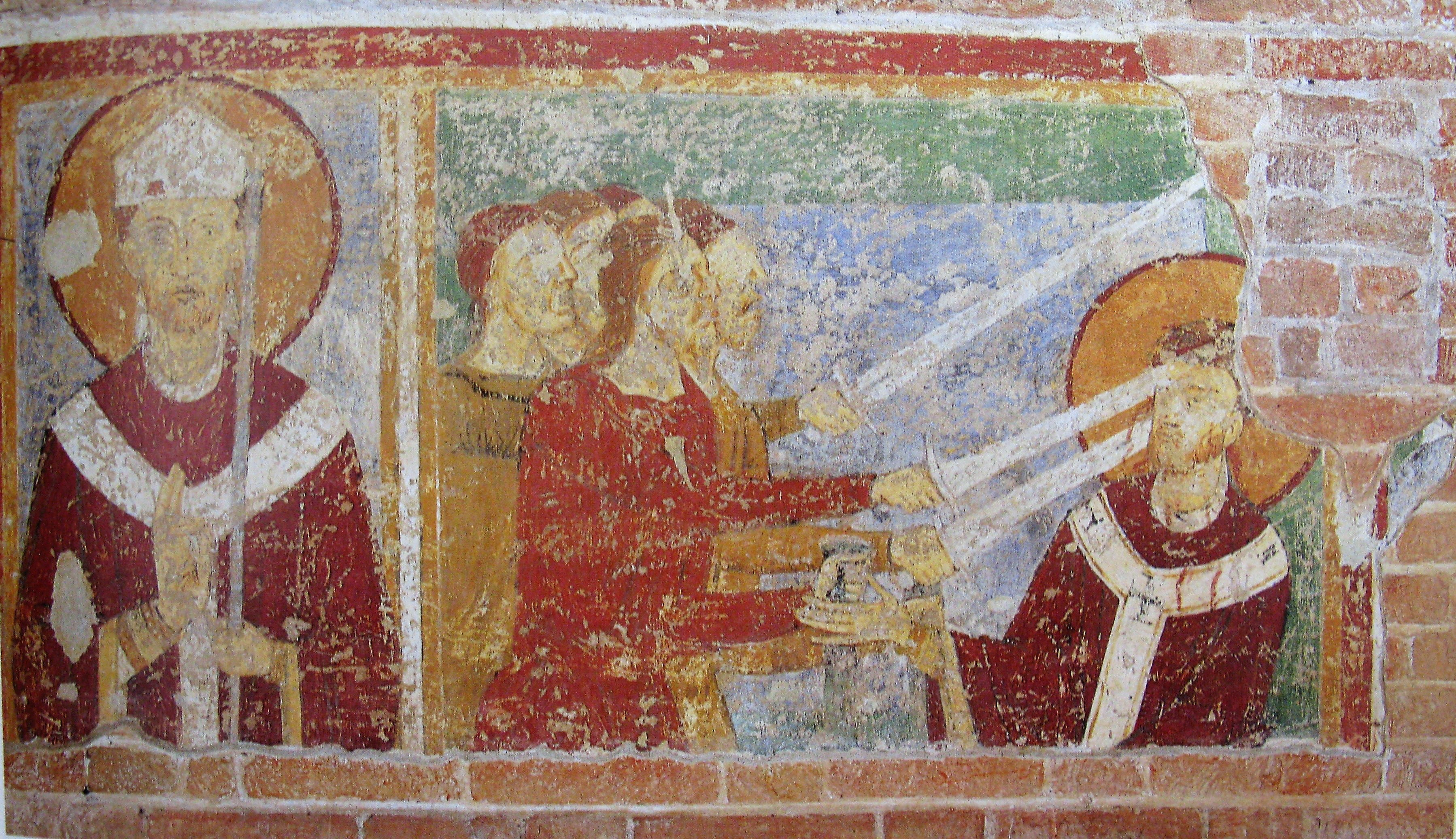
Morte di Thomas Becket. Affresco. Alla sinistra la figura di San Lanfranco benedicente (prima metà del XIII sec.).